# Sporting Clube de Portugal 2013-2014
Questa voce raccoglie le informazioni riguardanti lo Sporting Clube de Portugal nelle competizioni ufficiali della stagione 2013-2014.

## Rosa 2013-2014
| N. |                       | Ruolo | Calciatore       |
| -- | --------------------- | ----- | ---------------- |
| 1  | Portogallo (bandiera) | P     | Rui Patrício     |
| 2  | Brasile (bandiera)    | D     | Weldinho         |
| 3  | Brasile (bandiera)    | D     | Maurício         |
| 4  | Brasile (bandiera)    | D     | Jefferson        |
| 5  | Argentina (bandiera)  | D     | Marcos Rojo      |
| 6  | Portogallo (bandiera) | C     | Vítor Silva      |
| 8  | Portogallo (bandiera) | C     | André Martins    |
| 9  | Algeria (bandiera)    | A     | Islam Slimani    |
| 10 | Brasile (bandiera)    | A     | Gérson Magrão    |
| 11 | Spagna (bandiera)     | C     | Diego Capel      |
| 14 | Portogallo (bandiera) | C     | William Carvalho |

| N. |                        | Ruolo | Calciatore     |
| -- | ---------------------- | ----- | -------------- |
| 15 | Inghilterra (bandiera) | D     | Eric Dier      |
| 17 | Colombia (bandiera)    | A     | Fredy Montero  |
| 18 | Perù (bandiera)        | A     | André Carrillo |
| 21 | Argentina (bandiera)   | C     | Fabián Rinaudo |
| 22 | Brasile (bandiera)     | P     | Marcelo Boeck  |
| 23 | Portogallo (bandiera)  | C     | Adrien Silva   |
| 28 | Portogallo (bandiera)  | A     | Wilson Eduardo |
| 30 | Paraguay (bandiera)    | D     | Iván Piris     |
| 41 | Portogallo (bandiera)  | D     | Cédric Soares  |
| 92 | Guinea (bandiera)      | A     | Salim Cissé    |